# Jospinto
Jospinto de son vrai nom José Florent Atoyèbi Alapini, est un artiste chanteur, parolier.

## Biographie
L’artiste musicien béninois, Florent José Atoyèbi alias Jospinto, fait partie des salseros du groupe Africando et remplace Feu Gnonas Pedro.

## Genre musical
Jospinto fait de la Salsa, de la musique traditionnelle et de l'Afro-cubaine.

## Distinctions
- Lauréat Révélation93,
- Le Prix dan Gourma (Niger)
- Le prix FAC-OPT(Bénin)
- Le Prix African Music Awards (Lomé Togo)
- Le Prix meilleur album au Bénin Golden Awards (BGA)
- Le Prix meilleur album masculin (TAM-TAM)
- Le Disque d’or de la meilleure vente Bureau béninois des droits d’auteur (BUBEDRA) en 2002

## Discographie
Jospinto a à son actif plusieurs albums dont,:  
- Sensation
- Simedjito
- Bénin Passion 1
- Dougbè
- Fiesta: 2006
- Merci